# Rudolf Schirmer (Mediziner)

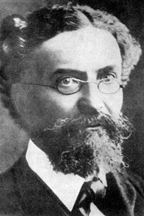
Rudolf Schirmer

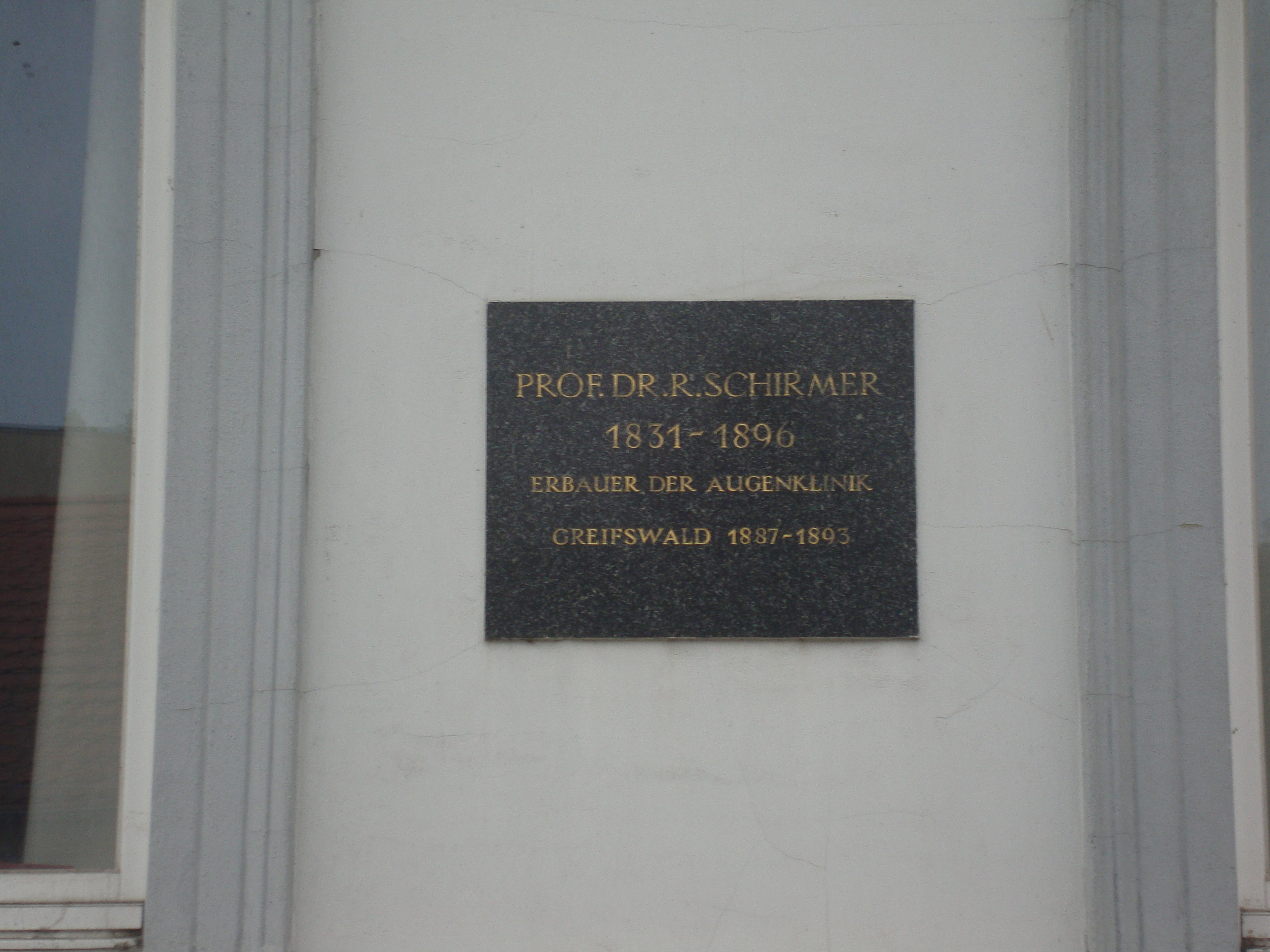
Gedenktafel für Rudolf Schirmer in der Bahnhofstraße 52 in Greifswald

Rudolf Schirmer (* 10. März 1831 in Greifswald; † 27. Januar 1896 ebenda) war ein deutscher Augenarzt, Professor an der Universität Greifswald sowie Begründer und erster Leiter der dortigen Universitätsaugenklinik.

## Leben
Rudolf Schirmer war der Sohn des Greifswalder Konsistorialrats und Superintendenten Professor August Schirmer (1791–1863) und der Emilie Susanne Louise Caroline von Richthofen (1794–1834). Sein Bruder Johann Theodor Schirmer (1827–1904) war Professor der Rechte in Königsberg.
Rudolf Schirmer besuchte das Gymnasium in Greifswald, wechselte zum Gymnasium in Schulpforta und legte dort seine Reifeprüfung ab. Anschließend studierte er Medizin in Göttingen, Greifswald, Wien, Paris und Berlin. Er war ein Schüler von Albrecht von Graefe (1828–1870). Nach seiner Promotion habilitierte er sich 1860 in Berlin. Anschließend begründete er den augenärztlichen Unterricht an der Universität Greifswald. Nachdem er seit 1871 schrittweise die regelmäßige Versorgung von Augenpatienten in der chirurgischen Klinik auf- und ausgebaut hatte, wurde unter seiner Leitung 1887 die neuerbaute Augenklinik eröffnet, die er bis 1893 leitete.
Rudolf Schirmer heiratete am 15. September 1863 Emma Planck (1844–1894), eine Halbschwester von Max Planck. Wegen seiner zunehmenden myopiebedingter Sehminderung wechselte 1893 sein Sohn Otto Schirmer an die Augenklinik Greifswald und übernahm 1896 den Lehrstuhl für Ophthalmologie an der Universität Greifswald. Seine Tochter Anna heiratete in Greifswald 1887 den Pädiater Erich Peiper. 1896 verstarb Rudolf Schirmer an Influenza-Pneumonie.  Sein Enkel Herbert Peiper war Ordinarius für Chirurgie an der Johannes-Gutenberg-Universität zu Mainz, sein Urenkel Hans-Jürgen Peiper Ordinarius für Chirurgie an der Georg-August-Universität Göttingen.
Die Etablierung der Augenheilkunde als selbständiges Fach, Arbeiten über Refraktions- und Akkommodationsanomalien sowie über Erkrankungen der Tränenapparats zählen zu seinen wichtigsten Leistungen.

## Veröffentlichungen
- Ein Fall von Teleangiektasie. In: Archiv für Ophthalmologie. Bd. 7, Abt. 1, 1860, ISSN 0721-8494, S. 119–121, (Digitalisat).
- Die Lehre von den Refractions- und Accommodations-Störungen des Auges. Für Aerzte und Studirende. Hirschwald, Berlin 1866, (Digitalisat).
- Beiträge zu Albert Eulenburgs Real-Encyclopädie der gesammten Heilkunde. Erste Auflage.
  - Band 1 (1880) (Digitalisat), S. 530–532: Arterienpuls der Netzhaut
  - Band 2 (1880) (Digitalisat), S. 274–278: Blepharospasmus
  - Band 3 (1880) (Digitalisat), S. 367–370: Coloboma iridis er chorioidis
  - Band 4 (1880) (Digitalisat), S. 676–679: Enucleatio (bulbi)
  - Band 5 (1881) (Digitalisat), S. 209–220: Farbenblindheit
  - Band 6 (1881) (Digitalisat), S. 577–578: Homatropin
  - Band 8 (1881) (Digitalisat), S. 525–526: Makroskopie
  - Band 9 (1881) (Digitalisat), S. 28–29: Metamorphosie; S. 359–365: Mydriasis; S. 618–619: Nictitatio
- Zweite Auflage.
  - Band 1 (1885) (Digitalisat), S. 480–481: Anopsie